# Comté de Dandaragan
Le Comté de Dandaragan est une zone d'administration locale sur la côte sud-est de l'Australie-Occidentale en Australie. Le comté est situé à environ 200 kilomètres au nord de Perth, la capitale de l'État.
Le centre administratif du comté est la ville de Baie Jurien.
Le comté est divisé en un certain nombre de localités:
- Badgingarra
- Cataby
- Cervantes
- Dandaragan
- Bay Jurien
- Nambung National Park
- Regans Ford
- Wedge Island

Le comté a 9 conseillers locaux et est divisé en 2 circonscriptions.
- North Ward
- South Ward

Le comté qui vivait de l'agriculture connaît un certain développement grâce aux villes côtières de Baie Jurien et de Cervantes ainsi qu'au parc national de Nambung qui attirent les touristes.